# Jim Hutton
Ne pas confondre avec Jim Hutton qui fut le compagnon de Freddie Mercury pendant 6 ans
Jim Hutton est un acteur américain né le 31 mai 1934 à Binghamton et mort le 2 juin 1979 à Los Angeles.
Il est le père de l'acteur Timothy Hutton.

## Filmographie
- 1958 : Le Temps d'aimer et le Temps de mourir (A Time to Love and a Time to Die) : Hirschland
- 1959 : Les Trois Fantômes (And When the Sky Was Opened) (The Twilight Zone) (TV) Episode 11 : Major William Gart
- 1960 : Les Rats de caves (The Subterraneans) : Adam Moorad
- 1960 : Ces folles de filles d'Ève (Where the Boys Are) : TV Thompson
- 1961 : Branle-bas au casino (The Honeymoon Machine) : Jason Eldridge
- 1961 : L'Américaine et l'amour (Bachelor in Paradise) : Larry Delavane
- 1962 : La Guerre en dentelles (The Horizontal Lieutenant) de Richard Thorpe : Merle Wye
- 1962 : You're Only Young Once (TV) : Casey McDermott
- 1962 : L'École des jeunes mariés (Period of Adjustment) de George Roy Hill : George Haverstick
- 1963 : Un dimanche à New York (Sunday in New York) de Peter Tewksbury : Man in Row Boat
- 1964 : Looking for Love (en) : Paul Davis
- 1965 : Major Dundee : Lieutenant Graham
- 1965 : Sur la piste de la grande caravane (The Hallelujah Trail) : Capt. Paul Slater
- 1965 : Never Too Late (en) : Charlie Clinton
- 1965 : Everything's Relative (série TV) : Host (1965)
- 1966 : Le Dortoir des anges (The Trouble with Angels) d'Ida Lupino : Mr Petrie
- 1966 : Rien ne sert de courir (Walk Don't Run) : Steve Davis
- 1967 : Who's Minding the Mint? : Harry Lucas
- 1968 : Les Bérets verts (The Green Berets) : Sgt. Petersen
- 1968 : Les Feux de l'enfer (Hellfighters) : Greg Parker
- 1971 : The Deadly Hunt (TV) : Cliff Cope
- 1971 : The Reluctant Heroes (TV) : Cpl. Bill Lukens
- 1971 : They Call It Murder (en) (TV) : Doug Selby, D.A.
- 1972 : Call Her Mom (TV) : Jonathan Calder
- 1972 : Call Holme (TV) : Lt. Frank Hayward
- 1972 : Wednesday Night Out (TV) : …
- 1972 : Captain Newman, M.D. (TV) : Capt. Newman
- 1973 : Les Créatures de l'ombre (TV) : Alex Farnham
- 1974 : Nightmare at 43 Hillcrest : Greg Leyden
- 1974 : The Underground Man (TV) : Stanley Broadhurst
- 1975 : Ellery Queen, à plume et à sang (Ellery Queen) (TV) : Ellery Queen
- 1975 : Le Tueur démoniaque (Psychic Killer) : Arnold Masters
- 1978 : The Sky Trap (TV) : …
- 1978 : Embarquement immédiat (Flying High) : Paul Mitchell
- 1979 : Butterflies (TV) : Leonard Dean